# Turfanská proláklina
Turfanská proláklina neboli Turpan Pendi (ujgursky تۇرپان ئويمانلىقى, transliterováno Turpan oymanliqi, čínsky 吐鲁番盆地, pinyin Turpan Péndì, Tǔlǔfán Péndì, český přepis Tchu-lu-fan pchen-ti) je nejníže položené místo v Číně. Nachází se v Sin-ťiangu jihovýchodně od Urumči, ze severu i jihu je lemována východními výběžky Tchien-šanu (Bogda Shan a Qoltag), které ji oddělují od Džungarské pánve na severu a Tarimské pánve na jihu. Na východě na ni navazuje pánev Chami s městem Chami (Komul).
Dosahuje hloubky až –154 m n. m. a její rozloha činí něco okolo 50 000 km². Převládá zde vnitrozemské podnebí, průměrné roční srážky činí okolo 25 mm. Nejníže položené části se nacházejí na dnech slaných jezer. Obyvatelé využívají podzemní vody k zavlažování polí. Pěstuje se zde pšenice, bavlník, vinná réva a melouny. Těží se zde ropa.

## Geologie a reliéf
Turfanská pánev je proláklina ohraničená zlomy, nacházející se ve východní části pohoří Ťan-šan. Rozkládá se na ploše 50 000 km². Obklopují ji pohoří centrální Ťan-šan na západě, Bogda-šan na severozápadě, Haerlike-šan rovněž na severozápadě a Jueluotage-šan na jihu. Za těmito horami se nachází Džungarská pánev na severu a Tarimská pánev na jihu.
Někteří geografové používají termín „Turfansko-chamijská pánev“, který zahrnuje Turfanskou proláklinu, Chamijskou proláklinu (ležící na východ od Turfanské deprese, jihozápadně od města Chami) a Liaodongskou vyvýšeninu, která obě prolákliny odděluje. Podle této terminologie má Turfanská proláklina rozlohu 28 600 km², Chamijská proláklina 19 300 km² a celá Turfansko-chamijská pánev 48 000 km².
Turfanská pánev vznikla v období pozdního permu v důsledku pohybu mezi Východoevropskou a Angarskou platformou. Později byla přetvořena kolizí Indické a Euroasijské desky v Kenozoiku. Při této deformaci vznikl pás zlomových hor Flaming Mountains, nacházejících se ve středu pánve. Flaming Mountains jsou dlouhé 98 km, široké 9 km a jejich nejvyšší vrchol dosahuje nadmořské výšky 831,7 m.
V blízkosti města Turfan se nachází Vulkán Turfan, který je dalším geologickým rysem této oblasti. Ve středu pánve se rovněž nachází Aydingovo jezero (Měsíční jezero), jehož hladina leží 154,5 m pod úrovní moře, což z něj činí šestý nejnižší bod zemského povrchu a nejnižší bod v Číně.
Na jihozápadním okraji Turfanské deprese, asi 35 km jiho-jihozápadně od města Turfan, se nachází ložisko Uranu Šihongtan.

## Historie lidského osídlení
Starobylé město Gaochang bylo klíčovým bodem na starodávné Hedvábné stezce a jeho historie sahá až do 1. století př. n. l. V průběhu válek ve 14. století bylo město vypáleno. Jeskyně Tisíce Buddhů v Bezekliku, nacházející se v údolí Mutou v horách Flaming Mountains, asi 30 km východně od města Turpan, byly vytesány do skály od éry dynastie Tchang až po období dynastie Jüan (13. století). Jeskyně jsou proslulé svými nástěnnými malbami, které se dochovaly asi ve 40 z 77 známých jeskyní.
Pouštní klima přispělo k zachování obsahu starověkých hrobek Astana-Karakhoja, které leží asi 6 km od starobylého města Gaochang. Tyto hrobky sloužily jako pohřebiště šlechty, úředníků a dalších osob od dob západní dynastie Ťin až do poloviny období dynastie Tchang.
Moderní město Turfan má populaci 242 000 obyvatel, z nichž 71 % tvoří Ujgurové. Město je závislé na studnách a tradičním systému zavlažování Kanát pro zásobování vodou.

## Paleontologie
V této oblasti jsou již od druhé poloviny 20. století objevovány početné zkameněliny druhohorních dinosaurů. Jedním z nich je například i sauropod druhu Rhomaleopakhus turpanensis, jehož druhové jméno přímo odkazuje k názvu této oblasti.